# Oceania
Oceania er det syvende studiealbum fra det amerikanske rockband Smashing Pumpkins som en del af bandets Teargarden by Kaleidyscope-projekt. Albummet blev udgivet 18. juni 2012. 
Oceania er et "album indeni albummet", da det er en del af bandets storstilet projekt Teargarden by Kaleidyscope, hvorfra der allerede er blevet udgivet 10 separate sange til fri download på bandets officielle website siden december 2009. Samtidig er de første otte sange fra projektet udgivet på to ep'er – Songs for a Son og The Solstice Bare i 2010. 
Udgivelsen indeholder ikke nogen af de tidligere sange fra Teargarden by Kaleidyscope. Sangene på Oceania er blevet indspillet mellem 26. april og 18. september 2011, og flere af sangene blev spillet live på turnéen The Other Side of the Kaleidyscope Tour i USA og Europa (heriblandt koncerten i Den Grå Hal på Christiania i november). I Den Grå Hal spillede bandet "Quasar", "Panopticon", "Oceania", "Pinwheels", "Pale Horse" og "My Love Is Winter" fra det nye album. 
"The Celestials" blev d. 21. juni 2012 udgivet som den første radiosingle fra albummet. Der bliver sandsynligvis ikke udgivet nogen officielle singler, fordi det er meningen, at albummet skal høres i sin helhed. 15. september 2012 blev "Panopticon" udgivet som radiosingle nummer to fra albummet. Ved bandets koncerter er "My Love Is Winter", "Quasar", "Oceania", "Panopticon" og "Pale Horse" i nævnte rækkefølge indtil videre de mest spillede numre live. 
MTV inkluderede Oceania som nummer 15 på listen over de 20 bedste album fra 2012 og kaldte udgivelsen for "bandets bedste i mere end et årti". 

## Udgivelse
Oprindeligt blev udgivelsesdatoen sat til september 2011, men senere gav Billy Corgan udtryk for, at bandet ønskede at promovere albummet ordentligt og derfor blev nødt til at rykke udgivelsesdatoen nogle måneder frem, så bandet kunne finde den rette samarbejdspartner i forbindelse med udgivelsen. Han forventede, at fans ville kunne høre Oceania inden 2011 var slut, og albummet ville blive udgivet i starten af 2012. 
I 2012 blev udgivelsen af albummet endnu en gang udskudt til marts 2012, og der blev heller ikke udgivet noget materiale på internettet, så fans kunne høre albummet. I marts 2012 meddelte Billy Corgan, at Oceania vil blive udgivet i starten af juni 2012, og at der nu er fundet en samarbejdspartner, der kan udgive albummet med den rette promovering. Det bliver et samarbejde mellem EMI, Caroline Distribution og Martha's Music.
Det er endnu uvist, om Oceania også bliver udgivet gratis på internettet ligesom de første 10 numre på Teargarden by Kaleidyscope. Det vides ikke, hvordan eller hvornår de resterende 21 numre i projektet skal indspilles og udgives. Den første af de 10 sange blev udgivet i december 2009, og der har ikke været udgivet nogen nye sange i projektet siden 3. maj 2011.
En uge inden udgivelsen blev hele albummet dog lagt på iTunes, så fans kunne streame alle sangene gratis. Billy Corgan fortalte, at albummet ville blive streamet på iTunes, så fans – og ikke anmelderne – blev de første til at høre albummet. 12. juni 2012 blev hele albummet lagt på iTunes til fri streaming. Årsagen er, at hele verden skulle have adgang til albummet samtidigt – uden nogen singler, musikvideoer eller kopier til pressen. 
I slutningen af maj 2012 startede bandet begivenheden "Imagine Oceania", hvor Smashing Pumpkins opfordrede fans til at tage og indsende billeder i forbindelse med albummet og sangtitlerne. 

## Skæringsliste
1. "Quasar"
2. "Panopticon"
3. "The Celestials"
4. "Violet Rays"
5. "My Love Is Winter"
6. "One Diamond, One Heart"
7. "Pinwheels"
8. "Oceania"
9. "Pale Horse"
10. "The Chimera"
11. "Glissandra"
12. "Inkless"
13. "Wildflower"

Alle sange er skrevet af Billy Corgan.

## Modtagelse
Det danske musikmagasin Gaffa har givet Oceania fem ud af seks stjerner med begrundelsen: "Sangskrivningen er albummet igennem helt i top, og det virker som om, Corgan har fundet tilbage til den kreative åre, han tappede fra tilbage i 90'erne. Helt seriøst. Der er stunder, der problemløst matcher hovedværket Mellon Collie and the Infinite Sadness, og denne samling sange er det bedste, der er udgivet under navnet Smashing Pumpkins siden Adore. Oceania er en smuk, hård og helstøbt plade fuld af fremragende sange, der giver nyt håb for The Smashing Pumpkins' fremtid, og Teargarden By Kaleidyscope virker mere og mere som et projekt, hvor ambition og musik går hånd i hånd."
Toronto Sun gav albummet fire ud af fem stjerner med begrundelsen: "Med Billy Corgan er større bedre. Og hans seneste projekt – det igangværende Teargarden by Kaleidyscope med 44 sange – er hans mest ambitiøse siden MACHINA i 2000. Dette "album indeni albummet" indeholder alle de klassiske Pumpkins-kendetegn: svidende guitarer og spraglet trommer, episke sange og komplekse arrangementer, længselsfuld romantisme og bombastiske storslåethed. Hans bedste værk i årevis." 
Allmusic har givet albummet fire ud af fem stjerner med begrundelsen: "På Oceania er der nogle af de mest mindeværdige og ophidsende sange, som Corgan har leveret siden Siamese Dream fra 1993." PopMatters har givet albummet syv ud af ti stjerner og beskriver albummet som "en mere voksen manifestation af den halvvoksne selvfikserede melankolske begyndelse." ARTISTdirect har givet albummet fem stjerner ud af fem mulige og konstateret, at "Oceania er årets bedste rockalbum og en milepæl for genren. Forhåbentlig opildnerne og inspirerer det en ny generation. The Pumpkins er ikke ukendte med det koncept...". Daily Express har givet albummet fire ud af fem stjerner, mens BBC ligeledes har givet albummet en positiv anmeldelse.
About.com har givet albummet fire ud af fem stjerner. Ology har givet albummet bedømmelsen B+ og konstaterer, at "simpelthen bare et rigtig godt album, der fortjener at blive henvist til og inkluderet i selskab med de klassiske Smashing Pumpkins-album, som det på fornem vis demonstrerer ringe interesse i at efterligne." Sputnikmusic har givet albummet fire ud af fem stjerner. The Chicago Sun-Times har givet albummet fire ud af fire stjerner. Rolling Stone har givet albummet tre ud af fem stjerner. Pitchfork Media har givet albummet 6,3 ud af 10 stjerner.
MTV inkluderede Oceania som nummer 15 på listen over de 20 bedste album fra 2012 og kaldte udgivelsen for "bandets bedste i mere end et årti". Oceania blev også inkluderet på Rolling Stones liste over de 50 bedste album i 2012. Albummet fik en placering som nummer 48. Lytterne på den amerikanske radiostation XRT placerede albummet som nummer 10 på listen over de bedste album i 2012.

## Pladesalg og hitlister
Oceania gik direkte ind som nummer fire på den amerikanske Billboard-hitliste med 54.000 solgte eksemplarer i den første uge. Det er dog bandets værste topplacering på Billboard for et studiealbum siden Siamese Dream i 1993. I Danmark gik Oceania ind som nummer 30 på den danske album-hitliste. Det var listens tredjemest solgte debutalbum i den uge. Ingen af sangene fra Oceania opnåede placering på den danske single-hitliste. 
På oversigten over de mest solgte album i hele verden gik Oceania ind som nummer otte på listen med 79.000 solgte eksemplarer i løbet af den første uge. Efter tre uger var albummet faldet ned på en plads som nummer 35 med i alt 143.000 solgte eksemplarer i hele verden. Ifølge Nielsen SoundScan har Oceania solgt 102.000 eksemplarer i USA. 
I Frankrig opnåede Oceania sin højeste hitlisteplacering i verden med en andenplads. Det var bandets andenhøjeste album-placering i Frankrig nogensinde, kun overgået af Adore i 1998. I New Zealand gik Oceania ind på en tredjeplads. I Canada røg albummet ind på en fjerdeplads, mens Smashing Pumpkins måtte nøjes med en 19.-plads i Storbritannien. 
På den amerikanske Billboard-hitliste for indie-album tog Oceania førstepladsen. I USA blev Oceania det andetmest solgte rockalbum i samme uge, og albummet sluttede også på andenplads på Billboards liste over alternative album – i begge tilfælde overgået af Fiona Apple.
Den første radiosingle "The Celestials" røg ind i top 30 på en amerikansk hitliste for moderne rocksange, selv om sangen ikke officielt er blevet udgivet. Bandet spillede dog sangen live på The Tonight Show with Jay Leno d. 23. august 2012.

## Singler
- "The Celestials" (21. juni 2012)
- "Panopticon" (15. september 2012)

## Medvirkende

### Bandet
- Billy Corgan – sang, guitar, keyboard, slaginstrumenter
- Jeff Schroeder – guitar
- Nicole Fiorentino – bas
- Mike Byrne – trommer

### Andre
- Bob Ludwig – mastering
- Bjorn Thorsrud – producer
- David Bottrill – mixing

## Koncerter med album i fuld længde
I sommeren 2012 begyndte Smashing Pumpkins en verdensturné (The Oceania Tour) i Oceanien til fordel for albummet. På turnéen spillede bandet hele albummet fra start til slut i sin fulde længde. Derefter spillede Smashing Pumpkins en lang række af de største hits fra bagkataloget. Det er første gang, at Smashing Pumpkins spiller et af bandets album i fuld længde i forbindelse med koncerter. 

## Illustrationer
Fotografiet, der er på albumcoveret, er taget af Richard Shay. Billedet viser North Shore Sanitary District Tower, der ligger i Highland Park i den amerikanske delstat Illinois. Tårnet ligger tæt på Billy Corgans fødeby.

## Teargarden by Kaleidyscope
I 2009 begyndte Smashing Pumpkins indspilningerne og udgivelsen af bandets næste store albumprojekt, Teargarden by Kaleidyscope. Den oprindelige plan var, at bandet ville udgive 44 sange enkeltvis over en årrække til fri downloadning på bandets officielle hjemmeside. 
"A Song for a Son" blev udgivet som det første nummer i december 2009, og i løbet af det næste halvandet år blev der i alt udgivet 10 sange på internettet. De første fire sange blev også udgivet på ep'en Songs for a Sailor i foråret 2010, mens de næste fire udkom i efteråret samme år på ep'en The Solstice Bare. Efter udgivelsen af de første 10 sange besluttede Billy Corgan dog at gå tilbage til albumformatet og indspillede i sommeren 2011 de 13 sange, der i juni 2012 blev udgivet samlet på Oceania.
I 2014 indspillede bandet yderligere to album, Monuments to an Elegy og Day for Night, der begge er en del af Teargarden by Kaleidyscope. Day for Night, der forventes udgivet i 2015, afslutter projektet. 